# Вершинин, Александр Павлович
Алекса́ндр Па́влович Верши́нин (род. 12 октября 1957) — российский юрист, доктор юридических наук, профессор. Первый директор Президентской библиотеки им. Б. Н. Ельцина, которую возглавлял с 2009 по 2018 год. С 27 августа 2018 года до 21 января 2021 года — генеральный директор Российской национальной библиотеки.

## Биография
В школьные годы учился на Украине и в Прибалтике. В 1983 году с отличием окончил юридический факультет Ленинградского государственного университета имени А. А. Жданова. В 1986 году защитил кандидатскую диссертацию на тему «Содержание гражданских процессуальных правовых отношений»
. В начале 1990-х годов участвовал в деятельности по созданию новых органов юстиции (третейских судов, нотариата, адвокатуры), а также занимался юридической практикой (консультационной, представительской и экспертной). Практическую работу совмещал с преподаванием на юридическом факультете Санкт-Петербургского государственного университета, занимая должности ассистента, старшего преподавателя, доцента, профессора. Вёл активную научно-исследовательскую работу в СПбГУ и в университетах Германии. В 1998 году защитил докторскую диссертацию на тему «Способы защиты гражданских прав в суде». В результате диссертационного исследования разработана концепция судебных способов защиты гражданских прав и установлены предпосылки упрощения судебной защиты. Обратил внимание на необходимость объединения арбитражных судов и судов общей юрисдикции, а на защите докторской диссертации предложил идею размещения высших судов не в столице, а в других городах — например, в Санкт-Петербурге или Екатеринбурге. В работе также были отдельно отмечены перспективы внедрения в процессуальную деятельность технических средств обработки информации и, в частности, использования электронных документов в судопроизводстве.
В 2000—2001 годах в качестве приглашенного профессора читал лекции по внешнеэкономическому праву в Венском университете, в 2008 году — по энергетическому праву в Латвийском университете. В 2002—2005 годах работал заместителем торгового представителя РФ в Германии. В 2007 году был назначен заместителем декана юридического факультета СПБГУ по международной деятельности. Разработал магистерскую программу по энергетическому праву и руководил ею до 2009 года. С 1999 по 2019 год был членом ученого совета юридического факультета СПбГУ. Член Совета при президенте Российской Федерации по культуре и искусству (2012—2018). С 2013 года по 2021 год член совета, а затем председатель совета директоров «Санкт-Петербургской студии документальных фильмов». Является автором более 150 публикаций, в том числе девяти монографий и учебных пособий, на 5 декабря 2024 года индекс Хирша в РИНЦ (по данным eLIBRARY.ru) составляет 21.

## Во главе национальных библиотек
В 2009 году А. П. Вершинин стал первым генеральным директором «Президентской библиотеки имени Б. Н. Ельцина». 

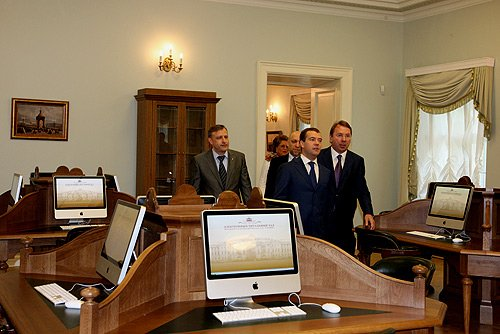
Президент России Дмитрий Медведев на торжественном открытии Президентской библиотеки имени Бориса Ельцина

 Президентская библиотека является одной из трех национальных библиотек России, новейшим информационным многофункциональным (научно-образовательным, культурно-просветительским, информационно-аналитическим) центром, применяющим информационные и телекоммуникационные технологии в целях сохранения и распространения знаний, касающихся Российской государственности. К концу 2017 года фонд Президентской библиотеки превысил 600 000 единиц хранения (более 60 миллионов страниц), а число уникальных пользователей составило 2 миллиона человек. В 2009—2017 гг. во всех регионах России была создана сеть из более чем 470 центров удалённого доступа к фондам Президентской библиотеки.
27 августа 2018 года А. П. Вершинин распоряжением Председателя Правительства Российской Федерации был назначен на пост генерального директора Российской национальной библиотеки. Возглавлял РНБ с августа 2018 по январь 2021 года. Несмотря на предбанкротное состояние подрядчика, были осуществлены сложные кровельные работы в главном историческом здании библиотеки и введена в эксплуатацию вторая очередь нового здания. В этот же период за библиотекой зарегистрирован участок для строительства третьей очереди нового здания. В план по проектированию, реставрации и приспособлению к современному использованию включено историческое здание (арх. Д. Кваренги) на набережной Фонтанки, ранее выпавшее из концепции развития библиотеки. Один из загородных объектов РНБ был внесён в реестр памятников культуры регионального значение («Дача Шалька» или «Дача Дунаевского»). Наряду с организационно-правовой и хозяйственной деятельностью велся поиск новых форм информационно-технологической, научно-популярной и культурно-просветительской работы. В условиях пандемии COVID-19 организована бесперебойная работа библиотеки в 2020 году.
В связи с обсуждением статуса и функций национальных библиотек активно занимался историей Императорской Публичной библиотеки. Еще в 2019 году предложил вернуть на главный фасад здания, обращённый к Невскому проспекту, историческую надпись «Императорская Публичная библиотека». В газете «Петербургский дневник» посвятил целый ряд очерков сотрудникам библиотеки — деятелям государства, культуры и науки. На их основе в 2021 году опубликовал годовой цикл научных статей (в соавторстве с Г. В. Михеевой) в журнале «Родина».
Публично продвигал идею сохранения цифрового наследия и решение вопроса о доступе к обязательному экземпляру печатного издания в электронной форме из всех библиотек.
Преподавание и научную работу на юридическом факультете СПбГУ совмещает с экспертной деятельностью и публицистикой.
Выступал за развитие общих пространств с Европой, против ограничения прав русских и русскоязычных в Прибалтике и на Украине, против дискриминации прав крымчан в связи с воссоединением Крыма с Россией. Подписал заявление в поддержку политики Президента РФ, «направленной на демилитаризацию и денацификацию Украины, установление мира и  восстановление дружественных отношений между братскими народами Украины и России». 

## Награды
- Благодарность Министра экономического развития и торговли РФ (2005)
- Знак «Почетный работник высшего профессионального образования РФ» (2009)
- Почетная грамота Управляющего делами Президента РФ (2014)
- Благодарность Министра культуры РФ (2015)
- Медаль ордена «За заслуги перед Отечеством» II степени (2018)

## Основные работы
- Вершинин А.П. Аспекты анализа правовых отношений // Правоведение : журнал. — 1986. — № 5. — С. 54—58. — ISSN 0131-8039.
- Вершинин А.П. Упрощение и ускорение советского гражданского процесса: опыт теории и практики (20-е годы) // Вестник ЛГУ. Сер.6 : журнал. — 1988. — Вып. 2, № 13. — С. 60—65. — ISSN 1560-1390.
- Вершинин А.П. Деформация судебной защиты гражданских прав и интересов в конце 20-х - начале 30-х годов // Советское государство и право : журнал. — 1989. — № 8. — С. 132—136. — ISSN 0132-0769.
- Вершинин А.П. Юридическое образование в Федеративной Республике Германии :Опыт организаций // Правоведение : журнал. — 1992. — № 1. — С. 76—80. — ISSN 0131-8039.
- Vershinin А. Internationale Handelsschiedsgerichtsbarkeit in Rußland (нем.) // Internationale Schiedsgerichtsbarkeit: Generalbericht und Nationalberichte = Arbitrage International. — Bielefeld: Gieseking, 1997. — S. 759—778. — ISBN 3769405390.
- Вершинин А.П. Арбитражное соглашение: выбор формы защиты гражданских прав // Хозяйство и право : журнал. — 1999. — № 9. — С. 76—80. — ISSN 0134-2398.
- Вершинин А.П. Электронный документ: правовая форма и доказательство в суде : учебно-практическое пособие.. — М.: Городец, 2000. — 247 с. — 1500 экз. — ISBN 5-9258-0014-1.
- Вершинин А.П. Выбор способа защиты гражданских прав. — СПб.: Специальный юридический факультет по переподготовке кадров по юридическим наукам Санкт-Петербургского государственного университета, 2000. — 382 с. — 1000 экз. — ISBN 5-93333-019-1.
- Вершинин А.П. Энергетическое право : учебно-практический курс. — СПб.: Издательский дом Санкт-Петербургского государственного университета, 2007. — 242 с. — 1000 экз. — ISBN 978-5-9645-0090-2.
- Вершинин А.П. Экономическая деятельность как правовая категория // Российский ежегодник предпринимательского (коммерческого) права. : журнал. — 2007. — № 1. — С. 25-33. — ISSN 2218-9491.
- Вершинин А.П. Понятие и особенности энергетического права // Российский ежегодник предпринимательского (коммерческого) права. : журнал. — 2008. — № 1. — С. 168-184. — ISSN 2218-9491.
- Вершинин А.П. Система и систематизация российского законодательства об энергетике // Правоведение  : журнал. — 2009. — № 2. — С. 37-52. — ISSN 2658-6037.
- Вершинин А.П. Правовое регулирование цен в энергетике: развитие и систематизация законодательства // Энергетика и право : журнал. — 2009. — № 2. — С. 237-249.
- Vershinin А. Die Entgeltregelung in der Elektrizitaetswirtschaft: die Entwicklueng der Gesetzgebung (нем.) // Russisches Energierecht: Gesetzessammlung. — Frankfurt am Main: Peter Lang, 2009. — S. 41—52. — ISBN 978-3-631-58796-6.
- Вершинин А.П. Электронный Свод законов и правовая информатизация в России // Известия высших учебных заведений. Правоведение : журнал. — 2010. — № 4. — С. 98—108. — ISSN 0131-8039.
- Вершинин А.П. Медиалексикон: словарь-справочник. — СПб.: Президентская библиотека, 2015. — 127 с. — 500 экз. — ISBN 978-5-905273-70-4.
- Вершинин А.П. От Свода законов Российской империи к автоматизированной систематизации российского законодательства // Государство и право : журнал. — 2016. — № 10. — С. 90-91. — ISSN 1026-9452.
- Вершинин А.П. О российском едином электронном пространстве знаний: правовое регулирование // Правоведение : журнал. — 2016. — № 4. — С. 155-162. — ISSN 0131-8039  0131-8039.
- Вершинин А.П. Конституционный Суд Российской Федерации и право на информацию: общая история // Журнал конституционного правосудия : журнал. — 2016. — № 5. — С. 25-29. — ISSN 2072-4144  2072-4144.
- Вершинин А.П. Единое электронное пространство знаний: вопросы права // Университетская книга : журнал. — 2016. — № 10. — С. 31-33. — ISSN .
- Вершинин А.П. Руководство к познанию в электронном мире: доступ к цифровой информации. — СПб.: РНБ, 2020. — 208 с. — ISBN 978-5-8192-0583-9.
- Вершинин А.П. Гражданское дело «красного графа» // Государство и право : журнал. — 2023. — № 1. — С. 168-172. — ISSN 1026-9452. — doi:10.31857/S102694520024128-1.
- Вершинин А.П. Доступ к информации о рассмотрении третейскими судами споров в энергетике // Третейский суд : журнал. — 2023. — № 3-4. — С. 169-181. — ISSN 2073–459X.
- Вершинин А.П. Применение информационных технологий в третейском разбирательстве: процессуальная форма в России и Казахстане // Экономика и право Казахстана : журнал. — 2024. — № 4. — С. 11-16. — ISSN 2306-2155.
- Вершинин А.П. О развитии авторского права на фотографические произведения в доцифровую эпоху: советский период // Закон : журнал. — 2024. — № 11. — С. 120-133. — ISSN 0869-4400.
- Вершинин А.П. Доступ к цифровой информации: правовое регулирование. Учебное пособие. — М.: ИНФРА-М, 2024. — 241 с. — 500 экз. — ISBN 978-5-16-019230-7.
- Вершинин А.П. Государственное управление в России: «цифровая» трансформация экономики в конце XIX – начале XX в. // Государство и право : журнал. — 2024. — № 6. — С. 154-164. — ISSN 1026-9452. — doi:10.31857/S1026945224060142.
- Вершинин А.П. «Цифровики» трансформировали экономику... в Российской империи // Бизнес дневник. Петербургское деловое обозрение. : журнал. — 2024. — № 66. — С. 46.